# Renee Perry
Renee Perry Faulkner – postać fikcyjna, główna bohaterka serialu Gotowe na wszystko. Grała ją Vanessa Lynn Williams.

## Charakterystyka
Renee zawsze miała wyczucie stylu. Zanim ją poznałam, nie słyszałam o Guccim, Pradzie, czy... chlamydii.

Musisz się na niej odegrać. To jedyna rzecz jaką Renee rozumie.

Wiem, że jest twoją przyjaciółką, ale nie jest zapatrzoną w siebie, narcystyczną diwą?

(...) jedyną rzeczą jaką przerażała jedną z kobiet było to, że nie może być w centrum uwagi.

Nie jesteś matką. Chcemy by pokój był różowy i słodki a twój styl to metal, szkło i... zęby.

Pijana jak bela i zupełnie bezwstydna. Lubię takie.

Jean. Rozmawiasz z kobietą, która zaraziła się salmonellą by schudnąć 5 kilogramów do studniówki. Piękno wymaga poświęceń a teraz ciaśniej!

## Przeszłość
Renee urodziła się w 1962 roku. Gdy była dzieckiem udała się kiedyś do cyrku, gdzie miał miejsce wypadek i od tamtego czasu cierpi na karłofobię, paniczny strach przed karłami.
Jej matka dwa razy próbowała odebrać sobie życie. Za pierwszym razem użyła tabletek, ale Renee, która to była w wieku szkolnym, odratowała ją. Za drugim razem użyła rewolweru, tym razem skutecznie, zostawiając Renee i jej siostrze kartkę z napisem „przepraszam”.
Od tego czasu znajdowały się pod opieką jednych, bądź drugich ubogich krewnych. Z racji biedy, korzystały z pomocy charytatywnych organizacji przez co Renee je znienawidziła.
W roku 1990 na Northwestern University poznała Lynette Lindquist i bardzo szybko się z nią zaprzyjaźniła. W 1997 roku przespała się z Tomem Scavo, gdy ten chwilowo zerwał zaręczyny z Lynette.
Następnie, w 2005 roku Renee wyszła za mąż za Douga Perry. W trakcie małżeństwa poznała Donalda Trumpa oraz co roku zabierała swą znajomą ze studiów do „wielkiego jabłka”. Lynette przyjeżdżała stamtąd w świetnym humorze.
Tajemnice Toma i Renee poznał tylko Rodney Scavo.

## Historia

### Sezon 7
Renee, po wielu latach przyjaźni z Lynette, postanowiła przyjechać do niej. Doug zostawił ją dla asystentki swego managera, Tiny. Gdy postawiła go przed wyborem, wybrał Tinę. Po kilkunastu docinkach z obu stron, Renee przekroczyła granicę i Lynette kazała jej się wynieść. Renee powiedziała czemu przyjechała i zyskała wybaczenie. Pomogła Tomowi z uporaniem się z jego męską depresją poporodową. Obiecała mu, że nie wyjawi Lynette tego co zaszło 20 lat temu między nimi.
W końcu polubiła Fairview i wynajęła dom po Edie Britt, przy 4362 Wisteria Lane.
Nie tracąc czasu, zaczęła polować na mężczyznę. Wdała się w konflikt z Bree Van de Kamp o Keitha Watsona, ale po kilku brudnych zagrywkach z obu stron, Bree dotknęła Renee w czuły punkt. Perry zrezygnowała z podboju miłosnego, bo wolała mieć przyjaciółkę w Bree, niż wroga.
Doug przyjechał i próbował ratować małżeństwo. Renee podpisała już jednak ugodę rozwodową, korzystną dla niej po tym jak przespała się z adwokatem Douga. Powiedziała o tym Gabi, która przyznała się do operacji nosa. Między Renee a Gabi wybuchł konflikt, gdyż wkrótce obie przekazały dalej te tajemnice, ale Renee uznała, że żyła udając. Tylko Gabi była na tyle odważna by jej to powiedzieć. Stąd pogodziły się i zostały przyjaciółkami.
Na uliczce po raz kolejny nastało Halloween. Renee wyprawiła w swym ucharakteryzowanym domu przyjęcie i zaprosiła na nie mieszkańców bez dzieci. Spytana przez Bree, przekazała jej, że wiedziała o więziennej przeszłości Keitha.
Lynette i Renee zaczęły pracę jako dekoratorki wnętrz. Renee zatrudniła Susan Delfino jako nianię dla najmłodszego dziecka Lynette, Paige.
Na Święto Dziękczynienia, Renee zaprosiła wszystkich Scavo oraz Susan z synem do siebie. Dzieci jadły na zewnątrz a Tomowi zwierzyła się, że Lynette dobrze wybrała takiego mężczyznę jak on.
W końcu zaczęła żałować tego, że pozwoliła odejść Tomowi. Susan usłyszała to i zaprosiła ją na obiad. Zamroczona alkoholem, po powrocie do domu, wyznała, że Tom jest miłością jej życia. Susan przekazała to Tomowi a ten – za namową Susan, miał nakłonić Renee do wyprowadzenia się z Fairview. Renee nie spodobało się to i podczas demonstracji przeciwko „domowi drugiej szansy” dla byłych skazańców założonego przez Paula Young skonfrontowała się z nią. Kłótnie przerwał wybuch zamieszek, wskutek czego Susan została podeptana, a jej nerka zmiażdżona.
Renee zaproponowała swoją nerkę Susan, ale ta nakłoniła ją do wyjawienia prawdy Lynette. Zrobiła to a ta zaczęła się dyskretnie mścić na mężu. Perry w końcu ostrzegła Toma by był bardziej uważny a Scavo doszli do porozumienia.
Renee została też zaproszona przez Bree do jej domu by wspomóc psychicznie żonę Paula, Beth Young. Widziała jak Beth odkryła rewolwer za poduszką kanapy.
Bob Hunter i Lee McDermott przyszli ze swoją córeczką Jenny, z propozycją by była dla niej ciocią, kimś w rodzaju zastępczej matki. Było to ich podziękowanie za udekorowanie jej pokoju w gustowny i dziewczyński sposób.
Renee próbowała wykorzystać Susan by dostać się do najbardziej obleganej restauracji w Fairview. Widziała jednak tylko jak jej zdrowie się pogorszyło.
Po wyprowadzeniu się z domu Scavo Portera i Prestona, Renee zapragnęła „sensu w życiu”, w postaci dziecka. Lynette dała jej pod opiekę Paige by sprawdzić czy sobie poradzi. Tom i jego zona widzieli jednak jak Renee przekazała Paige kelnerce na swej randce z mężczyzną i po pouczeniu przez matkę niemowlęcia, zrozumiała, że nie nadaje się na matkę.
Beth Young, porzucona przez męża, popełniła samobójstwo. Renee, pomimo żałobnej atmosfery na ulicy, postanowiła wyprawić doroczne, wiosenne przyjęcie w pierwszą niedzielę kwietnia. Zrobiła to za wszelką cenę, sprowadzając zwykłych pracowników po tym jak cała uliczka odmówiła uczestniczenia. Wyznała Gabi, że był to jej manifest celebrowania życia, a nie śmierci, gdyż jej matka popełniła samobójstwo.
W międzyczasie Tom Scavo otrzymał inną, bardziej lukratywną ofertę pracy z premią w wysokości 100 000 dolarów. Renee była przewodnikiem Lynette w zakupach nowych rzeczy dla siebie. Ostrzegła ją też, że bogactwo jest ceną za to, że Toma nie będzie często w domu, gdy odwołał kolację z żoną
Wkrótce też Renee usłyszała od Susan, która otrzymała nerkę od drugiej żony Paula, że Beth Young była córką Felicii. Wraz z Lynette otrzymały zlecenie od Toma by urządzić jego biuro. Lynette wyprzedziła Renee i wyposażyła je w ciepłe barwy i drewniane meble. Renee poprawiła sąsiadkę i zgodnie z życzeniem Toma, zmieniła ciepłe barwy na metal i skórzane fotele.
Wkrótce Perry sprawdziła nowe zauroczenie Bree, przystojnego detektywa Chucka Vance. Odkryła, że wciąż jest żonaty i podzieliła się tą informacją z Bree tuż przed jej pierwszą randką z mężczyzną.
W tym samym czasie, gdy Susan Delfino ponownie wprowadziła się do domu przy 4353 Wisteria Lane, Doug dzwonił do Renee. Miał poślubić Tinę a Renee sądziła, że on chce ją znowu odzyskać. Dowiedziała się prawdy od Boba i Lee. Upiła się i poderwała barmana Edgara (Jason Winston George). Ich romans rozkwitł w domu Lynette, ale zakończyli go w domu Bree na mobilnym przyjęciu.

### Sezon 8
Miesiąc później na Wisteria Lane przyjechał Ben Faulkner. Został on nowym obiektem zainteresowań Renee. W przerwie między randkami z mężczyzną, wieloletnia przyjaciółka Lynette pomogła w wyborze biustonosza dla Jenny Hunter-McDermott. Dodatkowo wspomogła biznes Danielle Van De Kamp kupując jedną z jej huśtawek erotycznych. Także wprzęgła ponownie żonę Toma, będącą z nim w separacji, w świat barów i randek chociażby z Frankiem, swoim fryzjerem. W międzyczasie sprawa śmierci Alejandra „Ramona Sanchez” rozdarła na strzępy przyjaźń Lynette, Susan i Gabrielle z Bree. Ta ostatnia wróciła do picia alkoholu z którego przez wiele poprzednich lat się leczyła. Ben próbował wesprzeć psychicznie Bree. Renee obserwowała ich i sądziła, że oboje mają romans za jej plecami. Tymczasem problemy Bree związane ze śledztwem detektywa Chucka Vance w sprawie zaginionego Ramona Sanchez doprowadziło ją na sam skraj. Rudowłosa sąsiadka chciała się zastrzelić w pokoju motelowym, ale przez przypadek ocaliła ją Renee.
Nazajutrz Renee wprowadziła się na krótko do Bree i usunęła z jej domu wszystko co mogło by ułatwić ponowną próbę samobójczą. Bree nie chciała powiedzieć sąsiadce dlaczego chciała zrobić to czemu zapobiegła. Nie uważała jej także za przyjaciółkę, bo nigdy nie prowadziła z nią poważniejszej rozmowy. Renee stwierdziła, że Bree nie ma przyjaciół. Najwidoczniej jej nie zależy na nich skoro była gotowa ich zostawić oraz że sama nie przejdzie przez to jeszcze raz. Na pogrzebie Chucka Bree usłyszała od Renee, że jej matka się zabiła gdy była w wieku szkolnym. Sama Van De Kamp uznała, że uratowanie życia czyni ją najlepszą przyjaciółką jaką miała. Jej pomoc przyniosło – niezależnie od Renee – pogłębienie problemu Bree z alkoholem i zaprowadziło ją do sypiania z wieloma mężczyznami na jedną noc.
Dopiero gdy Renee powiedziała Lynette o tym, że zabierała Bree do baru, żona Toma z Susan i Gabi mogły zainterweniować.
Oprócz tego, Renee wraz z Lynette zaczęły remont salonu w domu Gabrielle gdy jej mąż Carlos był na odwyku alkoholowym. Umówiła przy tym swego fryzjera na kolejną randkę z Lynette. W tym czasie Renee na krótko zerwała z Benem, ponieważ on chciał się z nią ożenić dla jej pieniędzy, co sam wyznał. Wkrótce – dzięki Mike’owi – odzyskała go i spłaciła kredyt Bena u lichwiarza Donniego. To zakończyło się śmiercią męża Susan i zniknięciem lichwiarza. Renee i Ben ponownie się zaręczyli.
Zanim doszło do ślubu, Renee musiała jeszcze zeznawać w sądzie przeciwko Bree w sprawie morderstwa ojczyma Gabi. W innym przypadku Benowi groziła by deportacja do Australii. Rudowłosą sąsiadkę ocaliła umierająca na raka Karen McCluskey a Bree wybaczyła Renee. Kobieta i jej wybranek, po wielu przygodach, pobrali się w hotelu i zaprosili na swój ślub mieszkańców Wisteria Lane.

## Ciekawostki
- Vanessa Williams przyznaje, że była wielką fanką serialu o mieszkankach Wisteria Lane, dopóki do obsady nie dołączyła Alfre Woodard, ponieważ wątek z udziałem pierwszej afroamerykańskiej postaci bardzo jej się nie spodobał. Ta bohaterka trzymała w piwnicy własnego syna skutego kajdankami. – Nie mogłam uwierzyć, że pierwsza czarna postać musi pojawić się właśnie w takiej historii. Wtedy przestałam lubić ten serial i nadal uważam, że tamten wątek był po prostu niewiarygodny – wspominała Williams w wywiadzie dla magazynu „Entertainment Weekly”[15].
- Postać grana przez Vanessę miała się początkowo nazywać „Renee Filmore-Jones”[16][17].
- Betty Applewhite, Katherine Mayfair i Renee Perry to jedyne kobiety z jedenastu tytułowych desperatek, których panieńskiego nazwiska nigdy nie podano.
- Renee jest też jedyną kobietą, z jedenastu tytułowych desperatek, która nie jest matką.
- Sama fikcyjna postać cierpi na fobię przed karłami i filmem „Czarnoksiężnik z Oz”[5]. Nie znosi gdy osoba dorosła udaje dziecięcy głos[18]. Nie spożywa także rafinowanych węglowodanów od 1985 roku[12]. Przepada natomiast za owsianymi ciastkami z rodzynkami. Wedle słów Lynette, „uwielbia je od zawsze”[9].
- Vanessa Lynn Williams wystąpiła we wszystkich odcinkach sezonów siódmego i ósmego. Wyjątek stanowi tu tylko epizod 22 sezonu siódmego, gdzie nie pojawiła się w ogóle.
- Postać nosi ubrania w amerykańskim rozmiarze 6, co odpowiada polskiemu rozmiarowi 36[19].

## Powiązane z postacią

### Ben Faulkner
Ben Faulkner (Charles Mesure) to drugi mąż Renee.
Sezon 8
Australijski deweloper wprowadził się do domu przy 4356 Wisteria Lane. Wzbudził zainteresowanie Renee, ale została przez niego odrzucona. Ben zatrudnił Mike’a do pomocy w hydraulice domowej, dlatego zdobyła informacje, że ten pomaga starszym osobom. Udała scenę pomocy przed Karen, w nadziei, że zaprosi ją na randkę, co potem uczynił. Zabrał ją do jadłodajni dla biednych i wpdła w furię, gdy odkryła, że szydził z niej. Nawiązali jednak więź, gdyż oboje byli biedni, gdy byli dziećmi. Bree chętnie pomogła mu w kuchni i w uzyskaniu prawa do budowy domków dla biednych. Odkryła jednak, że powstaną w miejscu, gdzie pogrzebała Alejandro. Dlatego starała się zapobiec inwestycji, ale wyjawiła mu sekret, gdy sam odkrył zwłoki. Ten zlecił Mike’owi pogrzebanie ich pod warstwą cementu w innym miejscu. Ben zmierzył się z Chuckiem, który nękał Bree. Renee natomiast sądziła, że on i wdowa po Rexie mają romans. Chuck tylko podsycił te podejrzenia, ale to spowodowało, że Renee zapobiegła próbie samobójczej Bree, tej samej nocy kiedy zginął Chuck.
Ben zaczął mieć kłopoty finansowe. Zdecydował się dobić umowy z lichwiarzem Donnie, co odkrył Mike. Hydraulik wyjawił mu, że Renee otrzymała pokaźny majątek ze swojego rozwodu, co spowodowało, że Ben – który dotychczas ignorował ją – ponownie okazał jej zainteresowanie. Planował ją nawet poślubić dla pieniędzy, ale ostatecznie wycofał się z tego i przyznał przed nią do tego. Wziął pożyczkę od Donniego, którą krótko potem nie mógł spłacić, przez co miał atak serca związany ze sprawą. Trafił do szpitala po czym Mike poinformował Renee o sytuacji. Kobieta spłaciła lichwiarza za plecami Bena. Ten udał się później na pogrzeb Mike’a.
Renee czekała na kolejne oświadczyny od Bena i kiedy to zrobił, policja aresztowała go. Znalazła ciało Alejandra na jego budowie. Renee włożyła pierścionek od niego na palec zanim został zabrany. Został wypuszczony, ale kiedy Bree podziękowała mu za tuszowanie jej sprawy, policjanci podsłuchali ich rozmowę telefoniczną. Renee odkryła, że Ben jest na liście świadków w procesie Bree. Wciąż trzymał przed nią sekret na temat ciała. Zmierzyła się z nim, ale ten nie chciał jej wyjawić prawdy by nie obarczać jej ryzykiem. W końcu odmówił zeznań, przez co został aresztowany. Prokurator zagroził Renee deportacja narzeczonego jeśli nie zacznie mówić prawdy. Zeznania Renee jeszcze bardziej pogrążyły Bree. Ostatecznie Van De Kamp została oczyszczona z zarzutów a Ben i Renee pobrali się.

### Donnie
Donnie (Sal Landi) to były lichwiarz Bena.
Sezon 8
Ben planował zbudowanie osiedla mieszkalnego. Spowodowało to kłopoty finansowe, dlatego Faulkner zamierzał wziąć pożyczkę od lichwiarza o było nielegalne. Mike przeszkodził im w zamknięciu umowy. Był zainteresowany sprawą bo kiedy Ben nie będzie mógł spłacić pożyczki, sam straci pracę. Donnie udzielił pożyczki mężczyźnie po jego rozstaniu z Renee. Ostrzegł go przy tym, że jeśli ominie tygodniową ratę, będzie go to kosztować. Wkrótce Renee dowiedziała się o tym od Mike’a i za jego plecami zapłaciła Donniemu zaległości mężczyzny. Ten zaczął ją jednak dręczyć. Mike zainterweniował, gdy ten włamał się do jej domu i potłukł przedmioty. Delfinowie zostali zapewnieni przez detektywa Harrisona, że okolica będzie patrolowana, ale mężczyzna zemścił się na hydrauliku. Zastrzelił go przed jego domem, po czym odjechał. Funkcjonariusz Heredia (Jose Zuniga) przekazał Bree gdy szła na pogrzeb, że już aresztowali podejrzanego o morderstwo.

### Doug Perry
Doug Perry (Reggie Austin) to były mąż Renee, którą pojął za żonę w 2005 roku. Mężczyzna jest jednym z ważniejszych graczy zespołu New York Yankees i razem z żoną mieszkał w Nowym Jorku. Byli nieco burzliwy małżeństwem i przekomarzali się między sobą. Mieli oni do dyspozycji prywatny samolot, który dzielili z drużyną.
Sezon 7
Po dziesięciu latach małżeństwa Doug zdradził Renee z Tiną. Renee kazała mu wybierać i ten dokonał go, wybierając Tinę. Renee wyjechała z Nowego Jorku do Wisteria Lane w Fairview. Około 2 miesiące później małżeństwo Renee i Douga wygasło. Zdrada jednego z małżonków unieważniała intercyzę, którą kiedyś podpisali. Dlatego też Renee uzyskała osiem milionów dolarów od męża. Po jakimś czasie uznał jednak, że tęskni za nią i uznał romans za głupi wybryk. Przyjechał do niej do Fairview z kwiatami i wielkim pierścionkiem. Gabrielle kazała jej go odesłać i za zdradę swojego sekretu – operacji nosa sprzed lat – wyjawiła mu, że Renee przespała się z adwokatem Doga. To zdenerwowało mężczyznę, ale gdy ochłonął, nadal chciał do niej wrócić. Renee natomiast odtrąciła go ostatecznie. Rok później zaręczył się z Tiną, o czym chciał poinformować byłą żonę zanim zrobi to prasa.